# Otogi 2: Immortal Warriors
Otogi 2: Immortal Warriors, вийшла в Японії під назвою Otogi: Hyakki Toubatsu Emaki (яп. O・TO・GI 〜百鬼討伐絵巻〜) — відеогра в жанрі екшен hack and slash розроблена японською студією FromSoftware та видана компанією Sega для платформи Xbox. Otogi 2 є продовженням гри Otogi: Myth of Demons.

## Сюжет
Гравцю пропонується зіграти за Райко Мінамото, неживого воїна, якому доручено знищити демонічне нашестя, яке переслідувало священну столицю Японії. Сюжет гри є продовженням історії першої частини, Otogi 2 приміряє на гравця роль Райко, якого знову викликають для знищення демонів, що вторглися. Цього разу він не один, і за допомогою деяких нових союзників Райко та його віддані послідовники вирішили раз і назавжди знищити демонів і не допустити, щоб темрява поглинула світ.

## Оцінки та відгуки
Гра отримала схвальні відгуки (при чому трошки гірші за першу частину), згідно з згідно з агрегатором рецензій вебсайтом Metacritic. 
Японський ігровий журнал Famitsu оцінив гру на 30 пунктів із 40.
Однак гра продавалася погано. Відповідаючи на лист із запитанням, чому Electronic Gaming Monthly опублікував такий короткий огляд на Otogi 2, Ден Хсу, головний редактор видання, заявив: "Гра Otogi 2 вийшла хорошою, при цьому ми все ще повинні визнати що порівняно мало людей хочуть про це читати ". Гра не сумісна з Xbox 360.